# Grace Potter and the Nocturnals
Grace Potter and the Nocturnals es una banda estadounidense de rock originario de Vermont, fue formada en el 2002 en Waitsfield por el baterista Matt Burr, el guitarrista Scott Tournet, y la cantante Grace Potter, comenzaron su carrera como una banda independiente, auto-promocionando sus álbumes y participando en eventos de bandas locales y festavales de música, participando en más de 200 conciertos en un año. En 2005 firmaron un contrato discográfico con Hollywood Records; ellos han lanzado cuatro álbumes de estudio, los cuales abarcan subgéneros tales como blues rock, folk rock, hard rock, y rock alternativo. Su tercer álbum homónimo ha sido el de mayor éxito comercial, llevándolos a los primeros puestos en iTunes y recibiendo atención internacional. 
La banda es liderada por la vocalista y multinstrumentista Grace Potter (n. 20 de junio de 1986), quien es conocida por sus cualidades vocales evocando cantantes de blues rock tales como Janis Joplin o Koko Taylor—así como también por su energía vibrante en escenario. Antes de cantar con the Nocturnals, Potter también ha lanzado material como solista y colaborado con otros artistas.

## Historia

### Carrera artística
La vocalista líder de Grace Potter and the Nocturnals es la multiinstrumentista Grace Potter, quien asistió Secundaria Harwood Union antes de ingresar a la Universidad St. Lawrence durante dos años hasta que determinó seguir su sueño en la música. Además de ser la vocalista de la banda, Potter también interpreta el Hammond B3, el Piano Rhodes, el Piano eléctrico Wurlitzer, la guitarra eléctrica (incluyendo la Gibson Flying V) y la guitarra acústica. Los otros miembros de la banda son: Scott Tournet, en la guitarra (incluyendo  la guitarra Slide y la armónica, el baterista y también esposo de Potter Matthew Burr, Michaek Libramento en el bajo eléctrico y teclados, y Benny Yurco en el bajo eléctrico y voces. Bryan Dondero interpretaba el bajo eléctrico, el contrabando y la mandolina en el grupo hasta su separación a comienzos de 2009.
La banda fue originalmente formada a mediados de 2002 cuando Burr vio a Potter interpretar canciones de folk en un lugar para estudiantes llamados The Java Barn en el campus St. Lawrence. Burr se acercó a Potter y le propuso comenzar una banda, citando a James Brown y The Band como las influencias que él escuchó en la voz de Potter y canciones originales. En el verano de 2003, Burr invitó al guitarrista Tournet a unirse en la banda, consolidando así los miembros de la banda que se convertirían en Grace Potter and the Nocturnals.
El grupo independientemente grabados y lanzaron un álbum Nothing But the Water (2005). Un álbum posterior Originals Soul (2004), fue un lanzamiento en solitario de Potter, también grabado y mezclado por Gibson. Tras un extenso recorrido en varias estaciones de radio en Vermont como The Point y WJEN, la banda firmó un contrato discográfico con Hollywood Records en diciembre de 2005 y relanzaron Nothing But the Water el 23 de mayo de 2006.
En 2005, la banda fue nominada a los Boston Music Awards en las categorías Mejor Artista Local Femenina y Mejor Nuevo Acto Local. También cantaron en la ceremonia de premios.
En 2006, la banda ganó el Jammy Award a Mejor Nuevo Groove y fueron nominados nuevamente a los Boston Music Awards en las categorías Álbum del Año para el relanzamiento de Nothing But the Water, y Vocalista Femenino del Año (por la vocalista Grace Potter). Potter tocó el Órgano Hammon y cantó las voces principales junto a Joe Satriani, Steve Kimock, Reed Mathis, Willy Waldman y Stephen Perkins durante la aparición. Ellos interpretaron un cover de la canción «Cortez the Killer» de Neil Young, con una ovación de pie.
El grupo publicó su segundo álbum de estudio This Is Somewhere, el 7 de agosto de 2007 con Hollywood Records y realizaron una gira de otoño como actos de aperturas de Gov't Mule para su gira por Norteamérica en octubre y noviembre.
Su canción «Apologies» fue incluida en los shows de televisión estadounidense All My Children, Kyle XY, One Tree Hill, y Brothers & Sisters, y la canción «Falling or Flying» fue incluida en los shows ER y Grey's Anatomy, además de aparecer en el volumen 3 de la banda sonora de esta última.[cita requerida]
La banda fue acto de apertura de The Black Crowes en su tour por Norteamérica en el verano de 2008.
El 2 de agosto de 2007, la banda realizó su debut en el programa The Tonight Show with Jay Leno de NBC. Esto fue seguido por apariciones en los programas Good Morning America de ABC el 7 de agosto de 2007 y The Late Late Show with Craig Ferguson de CBS el 10 de agosto de 2007.
En 2008, el grupo abrió para Dave Matthews Band para tres fechas: un stand de dos noches en el Saratoga Performing Arts Center en Saratoga, Nueva York (junio 20 y 21) y junio 24 en el Tweeter Center en Mansfield, Massachusetts. La banda interpretó un set list completo en el Mile High Music Festival el 20 de julio.
En noviembre de 2008, Bose comenzó a utilizar «Ain't No Time» en sus pantallas de iPod SoundDock para Norteamérica.
Hollywood Records publicó un comunicado el 11 de mayo de 2009 diciendo que T-Bone Burnett podría producir un nuevo proyecto con Potter, tentativamente programada para otoño de 2009. El proyecto fue catalogado como una colaboración en solitario y Potter junto a Burnett hablaron muy bien del proyecto a la prensa. El 13 de noviembre, la banda publicó una nueva fecha de lanzamiento para el álbum, posponiendo hasta verano de 2010. Hollywood Records archivo el álbum de T-Bone Burnett en favor a un verdadero álbum en grupo, publicado el 8 de junio de 2010. El álbum fue producido por Mark Batson, «Tiny Light» como primer sencillo. El vídeo de «Tiny Light» fue filmado en Los Ángeles  durante el mes de febrero de 2010 y fue dirigido por Paul Minor. 
Durante el Bonnaroo Music Festival en 2009, Grace Potter and the Nocturnals, junto con su propio set de canciones, unió Gov't Mule y moe. en escenario para sus shows. Potter y Tournet unió Gov't Mule en escenario, y lo mismo con moe. ellos uno por uno reemplazaron la banda durante cinco horas del show de moe. e interpretaron cuatro de sus propias canciones para ser reemplazados por moe. en una colaboración musical conocida como "A Hostile Takeover".
En 2010, la banda apareció en Almost Alice, la banda sonora de la película de Tim Burton Alicia en el país de las maravillas, con una cover de la canción de Jefferson Airplane «White Rabbit».
La banda apareció en el Hangout Music Festival el 15 de mayo de 2010 en Gulf Shores, Alabama. Potter apareció como invitada en escenario con The Preservation Hall Jazz Band, poniendo su voz para «St. James Infirmary Blues» y se unió a Gov't Mule en un cover de  «Gold Dust Woman».
A mediados de mayo de 2010, los especialistas de chocolate en Vermont Lake Champlain Chocolates crearon una nueva barra de chocolate en conjunto con Grace Potter llamado Grace Under Fire. El lado oscuro contiene pistachios y hojuelas de pimienta roja.
En la víspera de la fecha de lanzamiento de su álbum homónimo, la banda anunció en Facebook y Twitter que iban a realizar un concierto libre en Church Street Marketplace en Burlington, Vermont el siguiente día. El concierto de una hora de duración atrajo decenas de espectadores y se convirtió en una gran historia en los medios locales. La banda vendió mercancía y realizó un meet and greet con fanes por tres horas siguientes al concierto.
La banda publicó su tercer álbum de estudio Grace Potter and the Nocturnals, el 8 de junio de 2010, junto al lanzamiento del segundo sencillo del álbum, la banda estrenó el vídeo de «Paris (Ooh La La)» en Hulu. 
Potter también escribió un tema titulado «Something That I Want», el cual fue presentado en One Tree Hill. En 2010 ella reescribió el tema y Disney escogió la canción para incluirla durante los créditos finales en su película de aniversario n.º 50 Enredados, en el cual Potter canta la canción. La banda sonora de la película fue publicado el 16 de noviembre de 2010.
La banda hizo una aparición en el 80/35 Music Festival en Des Moines el 3 de julio de 2011.
El 3 de diciembre de 2011, Grace Potter interpretó un set list de canciones en vivo para Guitar Center Sessions en DirecTV. El episodio incluye una entrevista con el presentador Nic Harcourt.
El 9 de febrero de 2012, Grace Potter anunció el título de su cuarto álbum de estudio, The Lion the Beast the Beat, señalando que colaboraron con el integrante de The Black Keys, Dan Auerbach.
El 3 de octubre de 2012, Grace Potter apareció en el show tributo a Levon Helm Love for Levon celebrado en el Izod Center en East Rutherford, NJ. Diciendo que "esté es uno de los más grandes placeres de mi vida", Potter interpretó «I Shall Be Released» de Bob Dylan. Esta canción fue interpretada por The Band acompañados de varios artistas invitados tales como Ringo Starr y Bob Dylan en el concierto The Last Waltz celebrado el 25 de noviembre de 1976 en el Winterland Ballroom en San Francisco.

## Miembros de la banda
| Integrantes actuales - Grace Potter - voz, guitarra, piano, órgano, Fender Rhodes, teclado, pandereta (2002-presente). - Matt Burr - batería, percusión, coros, (2002-presente). - Scott Tournet - guitarra, bajo eléctrico, lap steel, armónica, coros (2002-presente). - Benny Yurco - guitarra, bajo eléctrico, coros (2009–presente). - Michael Libramento - bajo eléctrico, teclado, percusión, coros (2011–presente). | Integrantes antiguos - Bryan Dondero - bajo eléctrico, contrabajo, mandolina (2002-2009). - Catherine Popper - bajo eléctrico, coros (2009-2011). |

## Discografía
| Álbumes de estudio - 2004: Original Soul* - 2005: Nothing But the Water - 2007: This Is Somewhere - 2010: Grace Potter and the Nocturnals - 2012: The Lion the Beast the Beat Álbumes en vivo - 2005: Live Oh Five - 2008: Live In Skowhegan - 2012: Live from the Legendary Sun Studio | Sencillos - «Ah, Mary» - «Apologies» - «I Want Something That I Want» - «Tiny Light» - «Medicine» - «Paris (Ooh La La)» - «Please Come Home for Christmas» - «Never Go Back» - «Stars» | Colaboraciones - «You and Tequila» de Kenny Chesney Tema de banda sonora - «White Rabbit» (cover para Almost Alice) - «Devil's Train» (cover para The Lone Ranger) - «Something That I Want» (tema original para «Enredados») |